# حبيب جالب
حبیب جالب (بالأردية : حبیب جالب) شاعر ثوري باكستاني وناشط يساري وسياسي عارض الأحكام العرفية والسلطوية وقمع الدولة. وقال عه الشاعر الباكستاني فيض أحمد فيض إنه شاعر الجماهير. عارض الانقلابات العسكرية وسجن عدة مرات. توفي حبيب جليب في 12 مارس 1993.

## وصلات خارجية
- حبيب جالب على موقع IMDb (الإنجليزية)

- حبيب جالب في قاعدة بيانات الأفلام على الإنترنت
- حبيب جالب نسخة محفوظة 1 أغسطس 2018 على موقع واي باك مشين. (خط هندي)
- مجموعة من قصائد جالب
- حبيب جالب: بعض قصائده البنجابية على موقع أكاديمية البنجاب في أمريكا الشمالية